# Amazing Fantasy
Amazing Fantasy est un comic édité par  Marvel Comics pendant l'Âge d'argent des comics de juin 1961 à 1962. Plusieurs personnages sont apparus pour la première fois comme Spider-Man. Le titre Amazing Fantasy fut repris dans les années 1995, 2004 et 2021. Dans les pages de 2004 est apparue Araña.

## Histoire
Au début le magazine s'appelait Amazing Adventures qui deviendra plus tard à partir de décembre 1961 Amazing Adult Fantasy puis en août 1962 en Amazing Fantasy était un titre d'anthologie exécutant des histoires de monstres, de science-fiction et de suspense. Dans son numéro inaugural, Amazing Adventures a présenté le premier personnage récurrent de l'âge d'argent de l'univers Marvel, Doctor Anthony Droom (qui a lui-même été renommé plus tard Docteur Druid). Le numéro trois est remarquable pour être la première publication étiquetée comme une bande dessinée Marvel (Une case "MC" est présente sur la couverture). Pour célébrer les anniversaires des 60 ans de Peter Parker et Spider-Man, un millième numéro de AMAZING FANTASY a été édité en aout 2022: une liste de créateurs se réunit dans une compilation de 9 récits de Spider-Man.

## Listes des personnages

### Amazing Adventuresvolume 1
- Docteur Droom:
  - amazing adventures #1, récit #4: "I Am the Fantastic Dr. Droom!"
  - amazing adventures #2, récit #3: "The World Below"
  - amazing adventures #3, récit #4: "Doctor Droom Meets Zemu!"
  - amazing adventures #4, récit #4: "What Lurks Within?"
  - amazing adventures #6, récit #4: "Krogg!"

### Amazing Fantasyvolume 1
- Spider-Man
  - May Reilly Parker
  - Benjamin Parker
- Flash Thompson
- Liz Allen
- Le Cambrioleur (Burglar)
- Conrad Eisenstadt (the Undertaker)

### Amazing Adventuresvolume 2

#### Les Inhumains et La Veuve Noire
- Les Inhumains
- Les Quatre Fantastiques
- Le Mandarin
- Thor
- La Veuve Noire
- Spider-Man
- Ivan Petrovich Bezukhov

#### Flèche Noire et Les Inhumains
- Les Inhumains
- Magnéto

#### Le Fauve
- Le Fauve
- Les X-men
- Le docteur Carl Maddicks
- Linda Donaldson
- Iron Man (Tony Stark)
- Marianne Rodgers
- Patsy Walker
- Le Cerveau
- Le Colosse
- Unus l'intouchable
- Warren Worthington III
- Le Fléau

#### La guerre des mondes(WAR OF WORLDS)
- Killraven (Terre-691)

### Amazing Adventuresvolume 3
- Les X-men (réédition des premières aventures des X-men #1 à #8)

### Amazing Fantasyvolume 2
- Araña
- Monica Rappaccini
- Scorpion (Carmilla Black)
- Derek Khanata
- Vampire by Night (Nina Price)
- Vegas
- Excello le Maître des esprits (Amadeus Cho)
- Ace
- One-Eyed Jacquie
- Death's Head 3.0 (Terre-6216)
- Merc

### Amazing Fantasyvolume 3
- Captain America
- la Veuve Noire
- Spider-Man
- Le Bouffon vert (Norman Osborn)

## Collaborateurs
Steve Ditko, Stan Lee, Larry Lieber, Jack Kirby, Dick Ayers, Don Heck, Paul Reinman, Kurt Busiek, Paul Lee, Simon Furman, Danny Fingeroth, Fred Van Lente, Leonard Kirk, Fiona Avery, Mark Brooks, Jamie Mendoza, James Raiz, Robert Campanella, Lucio Parrillo, Shannon Gallant, Jack Purcell, Rodney Ramos, Chris Kipinak, Carmine Di Giandomenico, Lovern Kindzierski, Rus Wooton, Greg Pak, Takeshi Miyazawa, Joe R. Lansdale, Pete Woods, Karl Kesel, Tony Harris, Jay Faerber, Carlos Magno, Jimmy Palmiotti, Jeff Parker (scénariste)|, Federica Manfredi, James Jean, Kevin Conrad, Jonathan Glapion, Roger Cruz, Victor Olazaba, Jeannie Lee, Rus Wooton